# Albert Street Uniting Church

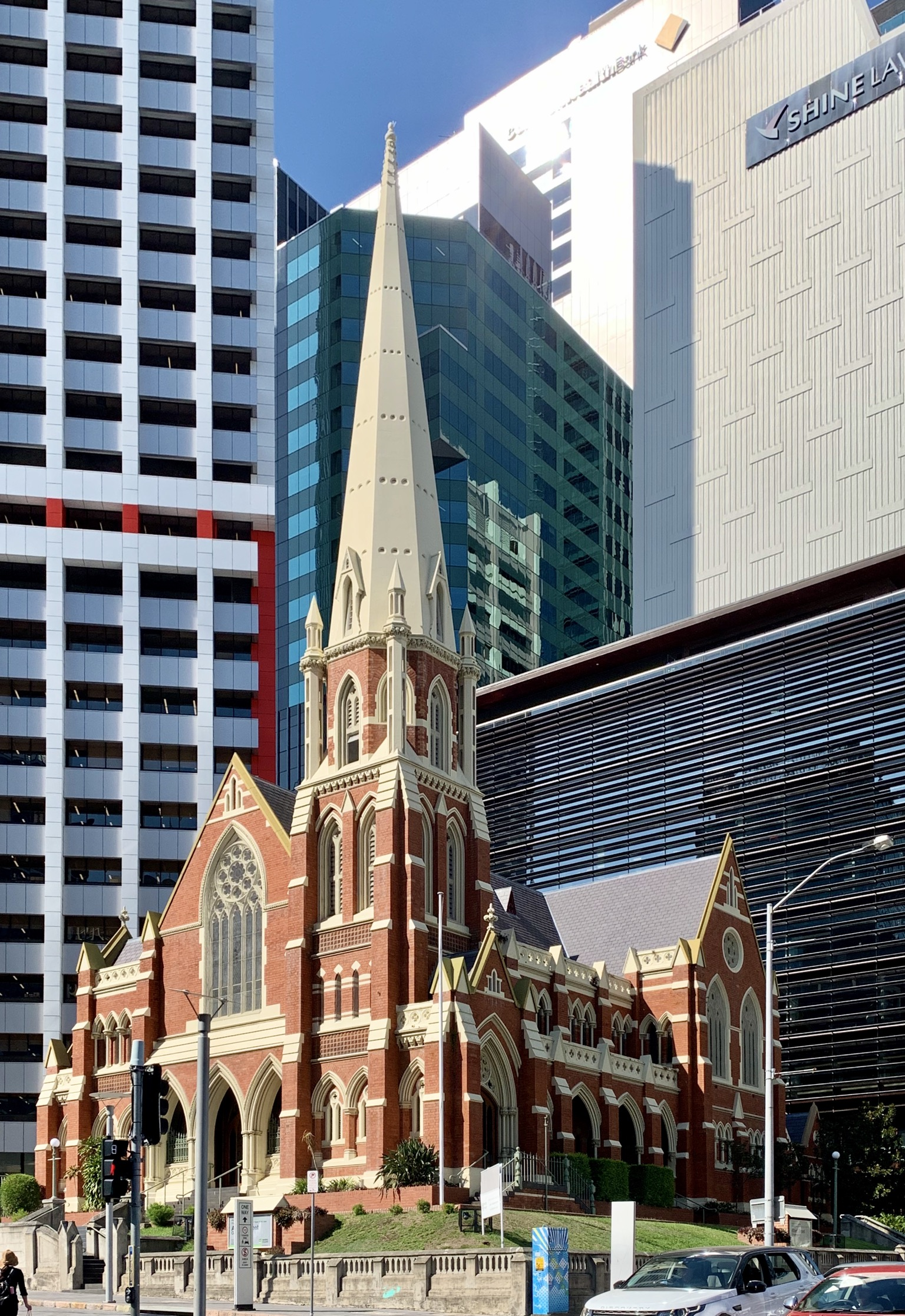
Die Albert Street Uniting Church

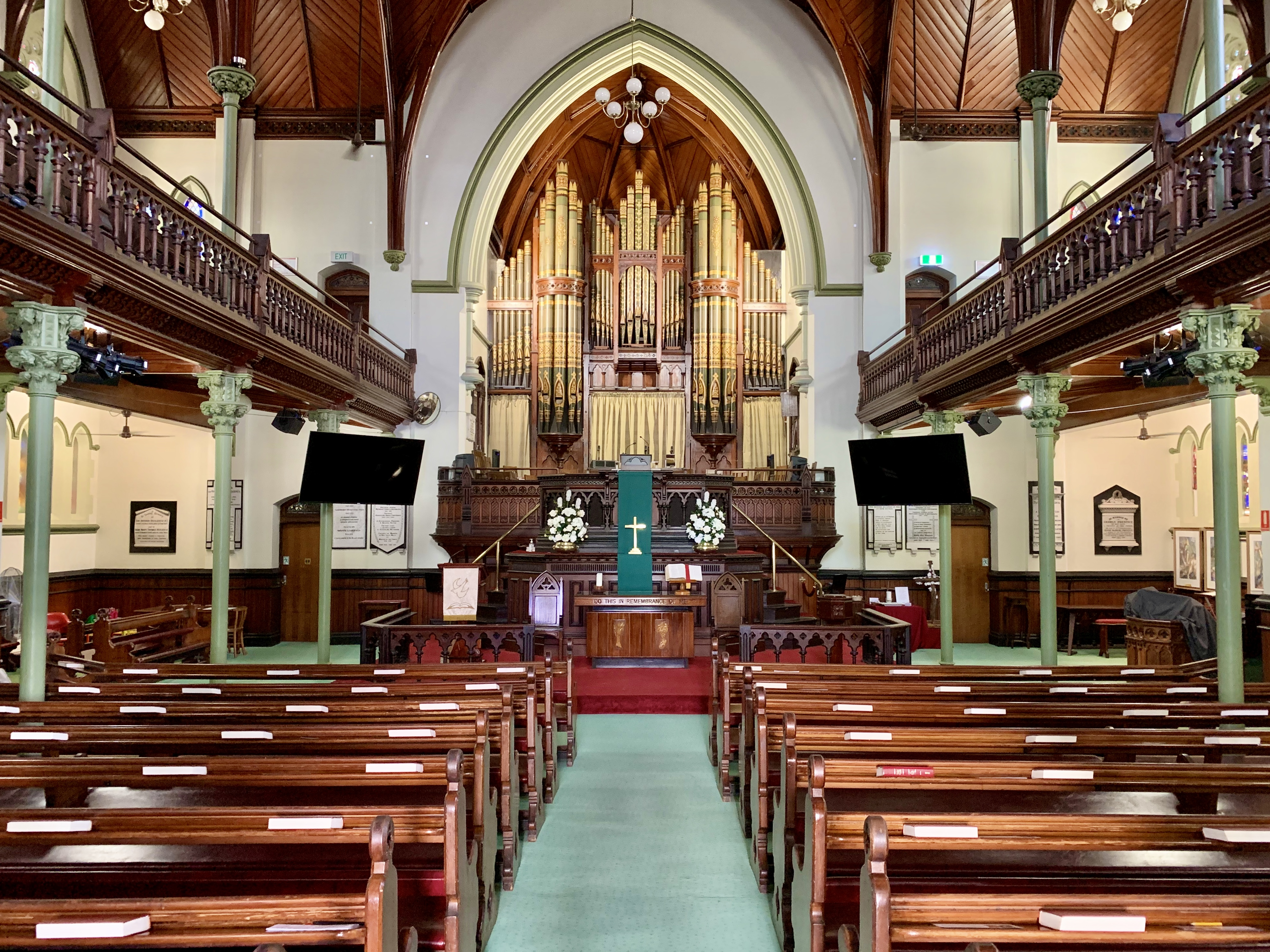
Blick durch das Langhaus zu Kanzel und Orgel

Die Albert Street Uniting Church in der Innenstadt der australischen Stadt Brisbane (Queensland) ist ein Kirchengebäude der Uniting Church in Australia. Das denkmalgeschützte Bauwerk ist seit 1992 eingetragen im Queensland Heritage Register.

## Geschichte
Das heutige unierte Kirchengebäude geht zurück auf die erste Methodistenkirche in Brisbane, die 1849 an der Ecke Albert Street und Burnett Lane errichtet wurde. In den frühen 1880er Jahren war die Kirchengemeinde erheblich gewachsen und erwarb 1884 ein Grundstück an der Ecke Albert Street und Ann Street. Für den Entwurf einer neuen Kirche wurde ein Wettbewerb abgehalten, der von GHM Addison gewonnen wurde.
Die Kirche wurde vom Bauunternehmer Thomas Pearson & Sons für 10.000 £ gebaut. Fünf Grundsteine wurden am 18. August 1888 von prominenten Gemeindemitgliedern gelegt. Die Buntglasfenster wurden von der Firma Exton and Gough angefertigt. Die Kirche wurde am 8. November 1889 eingeweiht. 1907 wurde die Kirche wegen ihrer Bedeutung als wichtigste methodistische Kirche der Stadt als Central Methodist Mission bekannt.
In den 1920er Jahren wurde im Vorraum des Vordereingangs eine Ehrentafel aus Marmor errichtet, die an die Mitglieder der Gemeinde erinnert, die im Ersten Weltkrieg gedient haben. Zusätzliche Buntglasfenster wurden 1944 und 1947 als Denkmäler eingebaut. Restaurierungsarbeiten wurden 1974–75 durchgeführt, dabei erfolgte der Austausch des Schieferdaches.
Das Gotteshaus diente als symbolisches Zentrum des Methodismus in Queensland. Die Jahreskonferenz wurde jedes Jahr in dem Sakralbau eröffnet und bedeutende Anlässe für Methodisten wurden dort gefeiert. Mit der Gründung der Uniting Church im Jahr 1977 und dem Beitritt der Methodisten zu dieser Kirchenunion wurde die Kirche in Albert Street Uniting Church umbenannt.

## Orgel
Die große Pfeifenorgel wurde 1889 von George Benson aus Manchester für 1.000 Pfund gebaut. Im 20. Jahrhundert folgten mehrere Umbauten und Erweiterungen. Seitdem verfügt die Orgel über 37 Register auf drei Manualen und Pedal mit elektropneumatischer Traktur. Die Disposition lautet wie folgt:
| I Great C–c4     |       |           |
| Double Diapason  | 16′   | 1889      |
| Open Diapason    | 8′    | 1928/1951 |
| Stopped Diapason | 8′    | 1889      |
| Gamba            | 8′    | 1951      |
| Principal        | 4′    | 1889      |
| Harmonic Flute   | 4′    | 1889      |
| Twelfth          | 2 ⁄3′ | 1985      |
| Fifteenth        | 2′    | 1889      |
| Mixture III      |       | 1889/1985 |
| Trumpet          | 8′    | 1889      |

| II Swell C–c4   |    |           |
| Violin Diapason | 8′ | 1951      |
| Hohl Flute      | 8′ | 1889      |
| Salicional      | 8′ | 1889      |
| Voix Celestes   | 8′ | 1889      |
| Gemshorn        | 4′ | 1889      |
| Koppel Flute    | 4′ | 1985      |
| Piccolo         | 2′ | 1889      |
| Mixture III     |    | 1889/1985 |
| Cornopean       | 8′ | 1889      |
| Oboe            | 8′ | 1889      |
| Clarion         | 4′ | 1951      |
| Tremulant       |    |           |

| III Choir C–c4  |    |      |
| Open Diapason   | 8′ | 1889 |
| Wald Flute      | 8′ | 1889 |
| Principal       | 4′ | 1985 |
| Lieblich Flute  | 4′ | 1889 |
| Recorder        | 2′ | 1985 |
| Sesquialtera II |    | 1985 |
| Clarinet (ab c) | 8′ | 1889 |
| Tuba            | 8′ | 1928 |
| Chimes          |    | 1928 |
| Tremulant       |    |      |

| Pedal C–f1    |     |      |
| Acoustic Bass | 32′ | 1928 |
| Open Diapason | 16′ | 1889 |
| Bourdon       | 16′ | 1889 |
| Principal     | 8′  | 1951 |
| Cello         | 8′  | 1889 |
| Fifteenth     | 4′  | 1951 |
| Trombone      | 16′ | 1911 |
| Schalmei      | 4′  | 1951 |

- Koppeln: II/I, II/II 4′, II/II 16′, III/I, III/II, I/P, II/P, III/P